# اشتپانوویتسه (چسکه بودیوویتسه)
شتیپانوویتسه (به چکی: Štěpánovice) یک منطقهٔ مسکونی در جمهوری چک است که در شهرستان چسکه بودیوویتسه واقع شده‌است. شتیپانوویتسه ۱۴٫۶۱ کیلومتر مربع مساحت و ۷۳۷ نفر جمعیت دارد و ۴۶۳ متر بالاتر از سطح دریا واقع شده‌است.